# Pink Floyd: A fal
A Pink Floyd: A fal (eredeti film: Pink Floyd The Wall) Alan Parker 1982-ben bemutatott filmmusicalje, mely a Pink Floyd együttes The Wall (1979) című stúdióalbuma és Roger Waters forgatókönyve alapján készült. A film közel 15 percnyi animációs részeket is tartalmaz, melyeket Gerald Scarfe grafikus tervezett és készített az együttes számára az albumhoz és a koncertekhez.
A filmet 1982-ben versenyen kívül mutatták be a Cannes-i fesztiválon.

## Cselekmény
A történet egy kitalált antihős, Pink életét mutatja be, akit a társadalom születésétől kezdve mindig elnyomott: meghalt az apja, túlzottan védelmező anyja mindentől távol tartotta, agresszív tanárai pedig megalázták őt és iskolatársait, így formálva őket a társadalom képére. Pink saját fantáziájának világába menekül és egy képzeletbeli falat épít maga és a külvilág közé. Életében minden rossz dolog „egy újabb tégla a falban”. Pink egy ideig felfüggeszti a fal építését. Híres rocksztár lesz, megházasodik, de túlzottan távolságtartó, állandóan turnézik, a rocksztárok életét éli, ezért felesége megcsalja. Ezután úgy dönt, hogy folytatja a fal építését, amit végül siker koronáz. A fal mögött Pink lassan megőrül. Nem tudja mit tegyen, de szembe kell néznie megerőltető életstílusával és drogfüggőségével. Hogy koncertképes állapotba hozzák, kábítószert adnak neki. Hallucinálni kezd, azt hiszi magáról, hogy fasiszta diktátor, a koncert pedig egy neonáci nagygyűlés, ahol az embereit a szerinte haszontalan rajongókra eresztheti. Lelkifurdalása nem hagyja nyugodni, ezért bíróság elé állítja magát, ahol arra ítélik, hogy rombolja le a falat...

## Szereplők
- Bob Geldof (Pink)
- Christine Hargreaves (Pink anyja)
- James Laurenson (J.A. Pinkerton, Pink apja)
- Eleanor David (Pink felesége)
- Kevin McKeon (fiatal Pink)
- Bob Hoskins (Rock and Roll menedzser)
- David Bingham (kis Pink)

## Háttér
Egy film ötlete már a The Wall album felvételei idején megfogalmazódott, amit az együttes a koncertjeihez használtak volna fel.
A forgatás 1981 őszén kezdődött és december végéig tartott. A forgatási munkálatok elsősorban angliai helyszíneken zajlottak, de forgattak a montréali Olimpiai Stadionban is. A stúdiófelvételek a Pinewood Studiosban, a zavargási jelenetek a Wembley Stadionban készültek. A háborús jeleneteket az angliai Saunton Sands-i partszakaszon forgatták, mely több Pink Floyd projekt helyszíne is volt, például öt évvel később a A Momentary Lapse of Reason (1987) album borítójához is itt készültek fotók. A film elkészítésében Gerald Scarfe és Michael Seresin társrendezőként működött közre, Parker a produceri feladatokat látta el. Azonban hamar nyilvánvalóvá vált, hogy a produkció így nem működőképes. Seresin otthagyta a stábot, a rendezői székbe pedig Parker került, akinek „határozott elképzelése volt”.
Pink szerepét eredetileg Roger Waters alakította volna, de az első felvételek után elálltak ettől az elképzeléstől. Ezután Bob Geldofot kérték fel, aki kezdetben vonakodott elvállalni a munkát, mert nem rajongott a Pink Floydért, de végül rábólintott. A próbafelvételek meggyőzték Parkert arról, hogy Geldof a megfelelő színész a filmhez. Geldof a forgatás során mindent megtett a figura hiteles megformálásáért: az egyik jelenetben a forgatókönyv szerint Geldof eredetileg csak a szemöldökét vágta volna le, de a szerep hatására improvizálva a teljes testét leborotválta. A medencében játszódó jelenet Geldofot nagy kihívás elé állította, mert nem tudott úszni. Parker így emlékezett vissza: „a fuldoklási jelenetek a tetőn épített medencében nem estek nehezére, hiszen a való életben valószínűleg ugyanígy viselkedett volna”. Geldof megsérült abban a jelenetben, amikor széttörte a bútorokat, de mindaddig nem kért orvosi ellátást, míg Parker nem fejezte be a jelenet forgatását.
A politikai gyűlés jeleneteit a Royal Horticultural Hallban vették fel. A fanatikus tömeget kétezer skinhead alkotta. Állítólag a hangulat életveszélyes volt, ugyanis a statiszták nagy része a forgatásra valamelyik környékbeli kocsmából jött, ráadásul a filmhez szükséges katonai egyenruha felvétele tovább bőszítette őket. A koreográfus, Gillian Gregory megpróbálta közös mozdulatokra bírni a statisztákat, de feladta a próbálkozást.

## A zene
A filmben a The Wall album dalai hangzanak el. Két dal nem szerepel a filmben: a Hey You és a The Show Must Go On. A Hey You című dalhoz forgattak jeleneteket (a rendőrség tömegoszlatásáról stb.), de Waters és Parker a felvételeket látva úgy érezte, hogy túl hosszúak és a film nagyon nyomasztóvá válna tőle, ezért úgy döntöttek, hogy ezeket a felvételeket kivágják. A When the Tigers Broke Free c. dalt külön a filmhez írták. A What Shall We Do Now? című dal eredetileg az albumon szerepelt volna, de helyette Empty Spaces  címmel egy rövidebb verzió került rögzítésre.

## Fogadtatás
A filmet bemutatták az 1982-es cannes-i filmfesztiválon is. A vetítésen Steven Spielberg is ott volt – emlékezett vissza a bemutatóra Alan Parker –, aki a végén vállat vont, és csak annyit kérdezett tőle, hogy „Mi a nyavalyáról szólt ez az egész?”.
„Ez a 12 millió dolláros produkció nem egy koncertfilm, hanem egy hanganyag szemkápráztató adaptációja.” – írta a Variety.
A Filmvilág folyóirat kritikusa, Barna Imre úgy véli, hogy „Alan Parker filmjének mesterien vágott (stb., stb.) képsorai borzasztó sok mindent mutatnak, de végső soron csak egyvalamiről, A fal című vállalkozásról szólnak. Nem magányról, árvaságról, szeretetéhségről, erőszakról, háborúról, életről, halálról, huszadik századról, még ha hallani is minderről dalban elmondott szavakat, még ha látni is mindenféle képeket. »All in all it’s just another brick in the wall...«: Csak tégla a falban... A fal is.”

## Díjak, jelölések
- BAFTA-díj (1983)
  - díj: Roger Waters az Another Brick in the Wall című dalért (legjobb betétdal)
  - díj: James Guthrie, Eddy Joseph, Clive Winter, Graham V. Hartstone és Nicolas Le Messurier (legjobb hang)
- Academy of Science Fiction, Fantasy & Horror Films, USA (1983)
  - jelölés: Gerald Scarfe (legjobb plakát)